# デシルビニルエーテル
デシルビニルエーテル（英: n-decyl vinyl ether）は、有機化合物。

## 用途
石鹸や洗剤用香料として安定しており、オゾン的トップノートを与える。産業的にはデカノールとアセチレンから合成される。